# مطار الوجه المحلي
مطار الوجه الإقليمي (إياتا: EJH، إيكاو: OEWJ) هو مطار اقليمي يبعد عن وسط مدينة الوجه إحدى مدن منطقة تبوك شمال غرب السعودية حوالي 8 كم، وكان المدرج ترابياً في بداية إنشاء المطار، وأفتتح المطار سنة 1977.

## خطوط وشركات الطيران
- الخطوط الجوية العربية السعودية (جدة، المدينة المنورة - الرياض - بيشة، تبوك - القصيم- رفحاء- شرورة - الدمام - عرعر- ينبع - طريف - الهفوف -حائل -الجوف )

## التوسعة والتجديد
في أكتوبر 2023 صرحت شركة البحر الأحمر الدولية عن المشروع الأول في محفظة مشاريعها الموسّعة والذي يتضمن تكليفها بأعمال تطوير وتجديد "مطار الوجه" (EJH) الذي يقع في منطقة تبوك شمال السعودية. وبحسب بيان للشركة فإن هذا التطوير يركز على تطوير وتجديد المطار ووفق المعايير العالمية، إلى جانب تحديث البنية التحتية والصالة الحالية. كما تقوم "البحر الأحمر الدولية" ببناء صالة دولية جديدة مما سيرفع جاهزية "مطار الوجه" لتقديم المزيد من الرحلات المباشرة التي ستخلق حراكاً اقتصادياً تستحقه المنطقة، وتوفر فرصاً وظيفية للمجتمع المحلي.